# Communauté de communes de Forterre
Ne doit pas être confondu avec Communauté de communes Varennes Forterre.
La communauté de communes de Forterre est une ancienne communauté de communes française, située dans le département de l'Yonne en région Bourgogne-Franche-Comté. C'était l'une des communautés de communes du pays de Puisaye-Forterre.
Créée le 27 décembre 2000, elle disparait le 1er janvier 2014. Ses communes membres sont alors intégrées à la communauté de communes de Forterre - Val d'Yonne.

## Composition
Elle est composée de 12 communes :
| Nom                           | Code Insee | Gentilé    | Superficie (km2) | Population (dernière pop. légale) | Densité (hab./km2) |
| ----------------------------- | ---------- | ---------- | ---------------- | --------------------------------- | ------------------ |
| Courson-les-Carrières (siège) | 89125      |            | 34,16            | 891 (2014)                        | 26                 |
| Druyes-les-Belles-Fontaines   | 89148      | Drogiens   | 39,48            | 289 (2014)                        | 7,3                |
| Fontenailles                  | 89174      |            | 2,76             | 67 (2014)                         | 24                 |
| Fontenay-sous-Fouronnes       | 89177      | Fontaniens | 12,34            | 74 (2014)                         | 6                  |
| Fouronnes                     | 89182      | Fouronnais | 17,79            | 161 (2014)                        | 9,1                |
| Lain                          | 89215      | Lainois    | 10,18            | 176 (2014)                        | 17                 |
| Merry-Sec                     | 89252      | Merillons  | 14,17            | 174 (2014)                        | 12                 |
| Molesmes                      | 89260      | Molesmois  | 9,50             | 161 (2014)                        | 17                 |
| Mouffy                        | 89270      |            | 4,89             | 144 (2014)                        | 29                 |
| Ouanne                        | 89283      | Ouannais   | 38,20            | 632 (2014)                        | 17                 |
| Sementron                     | 89383      |            | 11,70            | 115 (2014)                        | 9,8                |
| Taingy                        | 89405      | Taingycois | 20,81            | 314 (2014)                        | 15                 |

## Compétences
- Collecte et traitement des déchets des ménages et déchets assimilés
- Politique du cadre de vie
- Protection et mise en valeur de l'environnement
- Création, aménagement, entretien et gestion de zone d'activités industrielle, commerciale, tertiaire, artisanale ou touristique
- Action de développement économique (Soutien des activités industrielles, commerciales ou de l'emploi, Soutien des activités agricoles et forestières...)
- Tourisme
- Construction ou aménagement, entretien, gestion d'équipements ou d'établissements culturels, socioculturels, socioéducatifs, sportifs
- Activités périscolaires
- Activités culturelles ou socioculturelles
- Études et programmation
- Création, aménagement, entretien de la voirie
- Signalisation
- Opération programmée d'amélioration de l'habitat (OPAH)
- Autres

## Autres adhésions
- Syndicat mixte de la fourrière animale du centre Yonne
- Syndicat Mixte de Puisaye
- Syndicat mixte du Pays de Puisaye-Forterre

### Sources
- Le SPLAF (Site sur la Population et les Limites Administratives de la France)
- La base ASPIC